# عمر برييتو
عمر برييتو هو رياضي واقتصادي ومغني وسياسي فنزويلي، ولد في 25 مايو 1969 في ماراكايبو في فنزويلا. نشط حزبياً في الحزب الاشتراكي الموحد الفنزويلي. وقد انتخب حاكم الدولة زوليا (2017 – ) وانتخب عضو الجمعية الوطنية في فنزويلا ‏.